# صباح الهیدوس
صباح اسماعیل الهیدوس (زاده ۱۹۶۶ در دوحه، قطر) مدیر ارشد اجرایی و رئیس فعلی موسسه صلتک است.
همچنین یونسکو از وی به عنوان معلم نمونه در کشور قطر تقدیر کرده و در لیست معلمان تقدیر شده توسط یونسکو قرار گرفته‌است.